# Anarthrophyllum andicola
Anarthrophyllum andicola là một loài thực vật có hoa trong họ Đậu. Loài này được (Gillies ex Hook. & Arn.) Phil. miêu tả khoa học đầu tiên năm 1881.